# Harriet Hageman
Harriet Maxine Hageman (Fort Laramie, 18 ottobre 1962) è un avvocato e politica statunitense, repubblicana, membro alla Camera dei Rappresentanti degli Stati Uniti per lo stato del Wyoming dal 2023. Appoggiata dal attuale presidente Donald Trump, ha sconfitto la deputata repubblicana critica di Trump, Liz Cheney, nelle primarie repubblicane del 2022. In precedenza era stata candidata alle elezioni governative del Wyoming del 2018, piazzandosi terza nelle primarie repubblicane.

## Biografia
Nata nell'ottobre 1962, Hageman è cresciuta in un ranch fuori Fort Laramie, nello Wyoming, vicino al confine con il Nebraska. Suo padre, James Hageman, è stato per lungo tempo membro della Camera dei Rappresentanti dello Wyoming. Lei è rappresentante della quarta generazione della famiglia residente nello Wyoming, il suo bisnonno si trasferì nell'allora territorio del Wyoming dal Texas nel 1878.
Dopo essersi diplomata alla Fort Laramie High School, ha conseguito una laurea in economia aziendale presso l'Università del Wyoming e un dottore in giurisprudenza presso l'Università del Wyoming College of Law.

## Carriera
Hageman è stato impiegato legale per il giudice James E. Barrett della Corte d'appello degli Stati Uniti per il decimo circuito. Da allora ha lavorato come avvocato. Nel 1997, Hageman ha rappresentato lo Wyoming in Nebraska v. Wyoming, una disputa sulla gestione del fiume North Platte.  Durante il caso, Hageman si oppose al governo sul problema delle strade per il servizio forestale degli Stati Uniti Durante le primarie presidenziali del Partito Repubblicano del 2016, Hageman ha sostenuto il senatore statunitense Ted Cruz e ha criticato Donald Trump.
Hageman era una candidata alle elezioni governative dello Wyoming del 2018, piazzandosi terza dopo il gestore degli investimenti Foster Friess e il tesoriere di stato Mark Gordon. Hageman è stata la donna del comitato nazionale repubblicano per lo Wyoming nel 2020 e nel 2021.

## Vita privata
Hageman è sposata con l'avvocato John Sundhal che opera a Cheyenne.